# Częstomir
Częstomir – staropolskie imię męskie. Składa się z członu Często- („często”) i -mir („pokój, spokój, dobro”). Mogło oznaczać „tego, który zapewnia pokój”.
Częstomir imieniny obchodzi 10 maja.